# Inara George
Inara Maryland George (Baltimora, 4 luglio 1974) è una cantante e musicista statunitense.

## Biografia
Nata nel Maryland ma cresciuta in California, è figlia di Lowell George, polistrumentista e cantautore, frontman del gruppo rock anni '70 Little Feat.
Fa parte del duo indie pop The Bird and the Bee insieme al polistrumentista e produttore Greg Kurstin. Il duo ha esordito nel 2006.
Nel 2005 ha pubblicato l'album solista All Rise. Nel 2008 ha realizzato un album collaborativo con Van Dyke Parks intitolato An Invitation.
Ha lavorato anche con Idlewild, Flight of the Conchords e altri.
È sposata con il regista Jake Kasdan.